# Axel von Colmar-Meyenburg
Pour les articles homonymes, voir Colmar.
Axel Karl Hermann von Colmar-Meyenburg (né le 29 décembre 1840 à Schwedt-sur-Oder, arrondissement d'Angermünde (de), province de Brandebourg et mort le 23 décembre 1911 au manoir de Zützen) est un avocat administratif et homme politique prussien.

## Famille
La famille de la noblesse de lettres von Colmar serait originaire de Colmar, mais elle s'établit au XVIIe siècle sur l'île de Rügen et également dans le Mecklembourg-Strelitz par le biais de la propriété foncière. Axel von Colmar est le fils du propriétaire foncier Major Ferdinand Karl Dagobert von Colmar (1809-1895), propriétaire de Laase, Zützen et Meyenburg, et Anna Marie Lüdicke (1812-1891). La famille Lüdicke est l'ancienne propriétaire de Zützen et Anna von Colmar est formellement considérée comme la propriétaire de Zützen avec Meyenburg vers 1857.
Colmar se marie en premières noces, le 8 mai 1866 à Berlin, Antonie von Lauer (né le 3 juin 1845 à Berlin et mort le 13 novembre 1896 à Lunebourg), fille de Gustav von Lauer (de). Cinq enfants sont issus de ce mariage.
En secondes noces, il se marie le 27 juin 1901 à Berlin la veuve Karoline comtesse von Pückler, baronne de Groditz (née le 28 juin 1852 au manoir de Nieder-Kunzendorf, arrondissement de Schweidnitz et morte le 3 février 1922 à Obernigk, arrondissement de Trebnitz), anciennement maîtresse de la cour de la princesse Louise-Sophie de Schleswig-Holstein-Sonderbourg-Augustenbourg, épouse du prince Frédéric-Léopold de Prusse et sœur de l'impératrice Augusta-Victoria.

## Biographie
Colmar étudie à l'Université de Heidelberg et y devient actif en 1860 dans le Corps Saxo-Borussia. Il est propriétaire terrien sur les domaines de Zützen et Meyenburg près de Schwedt-sur-Oder, chambellan royal prussien et depuis 1904 chevalier de justice de l'ordre de Saint-Jean, organisé dans la coopérative provinciale de Brandebourg. En 1868, il devient administrateur de l'arrondissement de Chodziesen (de) et en 1882 chef de la police de Posen. En 1887, il devient président du district d'Aurich et de 1890 à 1899 à Lunebourg, car l'empereur Guillaume II l'a promis à sa belle-mère. En 1899, il est renvoyé de la fonction publique en tant que rebelle du canal.
Dans les années 1877 à 1887, 1889 à 1890 et 1894 à 1903, il est député de la Chambre des représentants de Prusse. De 1877 à 1898, il représente la 1re circonscription de Bromberg (Czarnikau-Filehne) au Reichstag en tant que membre du Parti conservateur allemand. De 1906 jusqu'à sa mort (1911), il siège à la Chambre des seigneurs de Prusse.
En 1910, son manoir de Zützen comprend 683 hectares de terres et Meyenburg 382 hectares. Son fils Christoph von Colmar-Zützen lui succède à la tête du domaine. Colmar Jr. étudie au lycée de Putbus, commence ses études, est officier au 1er régiment d'uhlans à Potsdam et devient conseiller de la chevalerie. Il est également membre de l'Ordre de Saint-Jean pendant quelques années de 1916 à 1939 son père dans l'Ordre de Saint-Jean, comme son père. Avec Zützen et Meyenburg, Christoph von Colmar gère l'héritage de son père à travers la crise économique jusqu'à la réforme agraire.